# James Francis Macbride
James Francis Macbride, född den 19 maj 1892 i Rock Valley, Iowa, död den 16 juni 1976 i Riverside, Kalifornien, var en amerikansk botaniker, som under större delen av sin karriär studerade Perus flora och främst ormbunksväxter och fröväxter.
Auktorsnamnet J.F.Macbr. kan användas för James Francis Macbride i samband med ett vetenskapligt namn inom botaniken; se Wikipediaartiklar som länkar till auktorsnamnet.